# Noijin Kangsang
Noijin Kangsang är ett berg i Kina. Det ligger i den autonoma regionen Tibet, i den sydvästra delen av landet, omkring 120 kilometer sydväst om regionhuvudstaden Lhasa. Toppen på Noijin Kangsang är 7 206 meter över havet.
Noijin Kangsang är den högsta punkten i trakten. Runt Noijin Kangsang är det mycket glesbefolkat, med 4 invånare per kvadratkilometer. Närmaste större samhälle är Ralung, 18,9 km sydväst om Noijin Kangsang. Trakten runt Noijin Kangsang består i huvudsak av gräsmarker.
Genomsnittlig årsnederbörd är 1 019 millimeter. Den regnigaste månaden är juli, med i genomsnitt 227 mm nederbörd, och den torraste är december, med 6 mm nederbörd.